# Kim Hyok-chol
Kim Hyok-chol (* 1971 in Pjöngjang) ist ein nordkoreanischer Diplomat.
Er studierte Frankophonie an der Pyongyang University of Foreign Studies.

## Werdegang
Von 2000 bis 2012 war er Botschafter in Addis Abeba und ab 2011 auch in Juba akkreditiert.
2006 nahmen die Regierungen in Madrid und Pjöngjang durch Notenwechsel zwischen der spanischen Botschaft in Seoul und der nordkoreanischen Botschaft in Paris diplomatische Beziehungen auf, im Oktober 2013 wurde die nordkoreanische Botschaft in Madrid eröffnet. Kym Hyok Chol suchte sich als Standort für die Botschaft das Stadtviertel Aravaca im Zentrum Madrids aus.
Am 1. Oktober 2013 wurde er zum Botschafter in Madrid akkreditiert. Nach den Kernwaffentest in Nordkorea am 3. September 2017 wurde er zur Persona non grata erklärt und ihm wurde bis zum 30. September 2017 Zeit gegeben, Spanien zu verlassen.
Am 1. Februar 2019 löste er die Vize-Außenministerin Choe Son-hui als Verhandlungsführer der DVRK für Nuklearfragen mit den Vereinigten Staaten ab.
Am 27. und 28. Februar 2019 war Kim Young-chul die rechte Hand von Kim Jong-un auf dem Gipfeltreffen in Hanoi
Am 22. Februar 2019 war die nordkoreanische Botschaft in Madrid überfallen und das Botschaftspersonal misshandelt worden.
Im Mai 2019 berichtete die südkoreanische Tageszeitung Chosun Ilbo, dass Kim Hyok Chol als einer von insgesamt fünf Mitarbeitern des koreanischen Außenministeriums bereits im März wegen Scheiterns des Gipfeltreffens auf dem Flughafen Mirim in Sadong-guyŏk, einem Bezirk von Pjöngjang, hingerichtet worden war. Ihm wurde der Meldung zufolge Spionage zugunsten der USA vorgeworfen. Vor seiner vermeintlichen Hinrichtung soll er zur Zwangsarbeit in ein Lager für politische Gefangene in der Provinz Chagang-do gebracht worden sein. Die Meldung von Kim Hyok Chols Hinrichtung wurde jedoch in Frage gestellt, nachdem Südkoreas Geheimdienst sie nicht bestätigte und auch andere Quellen gegenüber CNN verneinten, dass eine Hinrichtung bereits stattgefunden habe.